# Libertinismo
Con il termine libertinismo si indicano comunemente tre fenomeni distinti:
1. Libertinismo spirituale: un movimento settario interno al cristianesimo, con riferimenti a Gioacchino da Fiore, presente alle origini e durante la Riforma, che sosteneva che ai salvati è impossibile peccare e che dunque ogni comportamento è lecito. Calvino sferzò con questo epiteto ingiurioso gli anabattisti.[1]
2. Libertinismo filosofico o libertinage érudit: un movimento filosofico, caratterizzato dalla riscoperta del pensiero dello Scetticismo greco (pirronismo) e da una rivalutazione del pensiero di Epicuro, che specula unicamente su basi razionali rifiutando qualsiasi tipo di Rivelazione, e quindi rifiuta qualsiasi morale che anziché sulla Ragione e sulla "Legge di Natura" si basi su precetti rivelati di qualsiasi tipo.
3. Libertinismo sessuale: la caratterizzazione polemica da parte degli avversari del Libertinismo, cioè in genere di tutte le confessioni religiose, fu quella di descrivere il libertinismo come una teoria nata per giustificare le perversioni sessuali e l'immoralità.[2]

Questa critica ebbe un buon successo, come dimostra il fatto che nel linguaggio corrente "libertino" oggi è usato prevalentemente con quest'ultimo significato. Questa "controffensiva" fu peraltro capace di dar vita a personaggi artistici di grande rilievo, come per esempio il Don Giovanni. Tipici esponenti furono Giacomo Casanova e il Marchese de Sade. Anche nell'uso comune la parola libertino è rimasta ad indicare un "donnaiolo" o una persona dai comportamenti trasgressivi.

## Evoluzione storica
Precursori del libertinismo possono essere considerate le correnti filosofiche di cirenaici, epicurei e gnostici carpocraziani.
Il libertinismo filosofico propriamente detto ebbe tre fasi distinte:
- una fase medievale (caratterizzata dalla critica ai "tre impostori": Mosè, Gesù, Maometto)[3]; personaggi noti per essere considerati "libertini", o "eretici ed epicurei" (associati all'atomismo antico) furono l'imperatore Federico II di Svevia, il poeta Guido Cavalcanti (che secondo i contemporanei era ateo) e molte celebri figure del movimento ghibellino (ricordate anche da Dante) come Farinata degli Uberti e Cavalcante dei Cavalcanti;
- una fase rinascimentale (XVI-XVII secolo) segnata da quello che Giorgio Spini ha definito "Aristotelismo eretico" (il quale sosteneva, come in Cesare Cremonini, che l'anima muore assieme al corpo[4], e che ebbe seguaci soprattutto in Italia, ad esempio umanisti come Lorenzo Valla);
- infine una fase successiva alla Controriforma, che dopo l'annientamento per mano dell'Inquisizione dei nuclei di questa corrente di pensiero in Italia, fiorì all'estero (soprattutto in Francia ed Inghilterra[5]) nel XVII e XVIII secolo. Questa fase fu particolarmente importante perché il Libertinismo costituì il collegamento fra la speculazione razionalistica del Rinascimento e l'Illuminismo[6][7], anche se l'ancoramento ostinato all'Aristotelismo escluse il Libertinismo dalla nascita del pensiero scientifico moderno (si pensi solo all'opposizione di un Antonio Rocco al pensiero di Galileo Galilei); pensatori associati a questo periodo furono Pierre Gassendi e Michel de Montaigne.[8]

Il termine "libertinismo" fu usato principalmente dagli avversari: infatti i diretti interessati o non si riconobbero come "scuola di pensiero" a sé, o usarono termini più generici come "esprits forts" ("spiriti forti", contrapposti agli "spiriti deboli" di coloro a cui la superstizione era necessaria per vivere) o, nel XVIII secolo, "libero pensiero" e "libero pensatore". Tuttavia alla fine della parabola del libertinismo, in alcuni casi, specialmente in quello di Sade, il termine viene assunto orgogliosamente come blasone:

## Etimologia

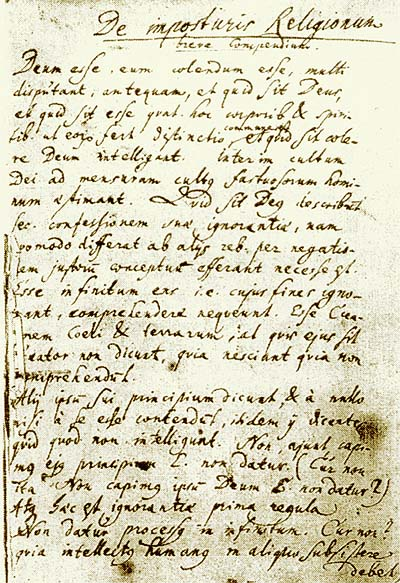
Prima pagina manoscritta del De tribus impostoribus di J. J. Müller

L'origine della parola è antica: risale alle sette del "libero spirito" nate nel XIII secolo in Italia, Francia e Germania.

Il termine libertino deriva dall'aggettivo latino libertinus, che a sua volta deriva dal sostantivo libertus, cioè "liberto", che presso i Romani significava "liberato dalla schiavitù"
Il libertinus in età repubblicana indicava il figlio dello schiavo affrancato ma durante l'Impero i due termini coincidono. In particolare il diritto romano chiama ingenuus il figlio degli uomini liberi e libertinus il figlio dello schiavo liberato che pur essendo di condizione libera come l'ingenuus, veniva distinto per classe poiché la sua libertà era un'acquisizione recente e quindi sospetta e poco affidabile.

## Il libertinismo religioso

### Medioevo
In origine, dalla presunta profezia, tratta da Gioacchino da Fiore, dell'avvento di un'età aurea dello Spirito, queste sette traevano la credenza in una sorta di panteismo e consideravano lecito praticare una libertà di costumi, specie di quelli sessuali. La vita dell'uomo infatti è strettamente naturale e nella natura è la perfezione divina. Gli istinti non vanno frenati e non esiste peccato se ci si comporta seguendo le spinte naturali del piacere fisico.

### Rinascimento
L'idea del libertinismo sviluppatasi in Italia grazie a figure del Rinascimento come Girolamo Cardano, Paracelso e Niccolò Machiavelli (e più avanti grazie a Pierre Gassendi), si basava:
- sull'affermazione dell'autonomia morale dell'uomo a dispetto dell'autorità religiosa,
- sulla critica del dogmatismo,
- sull'utilizzo della ragione, della scienza come punti di riferimento della visione del mondo,
- sulla libertà di espressione e
- sul rifiuto del pensiero filosofico dominante nel periodo contemporaneo.

Gli storici Jérémie Barthas e Luca Addante hanno dimostrato come l'origine del termine in questo senso appaia in Italia nel primo Cinquecento, indicando inizialmente il partito "ultra-democratico" di Siena, sensibile alla predicazione di Juan de Valdés, che in alcuni individui (come Giulio Basalù) portò infine ad esiti pienamente "libertini", appunto.

Il termine è poi attestato con certezza nel 1525 circa per denominare quella che è definita come una "setta", a Lilla e a Parigi, diffusasi con la protezione dalla stessa sorella del re Francesco I: Margherita d'Angoulême.
Anche nella cupa e severa Ginevra comparvero i libertini, fortemente combattuti da Calvino con gli scritti e con il rogo.
Anche Martin Lutero fu accusato dai anti-luterani cattolici di cripto-libertinismo, lassismo e antinomismo a causa di una frase che il riformatore utilizzò per rassicurare il timoroso e preoccupato Filippo Melantone, ossia "pecca con vigore, e credi ancora più fortemente" (pecca fortiter et crede fortius), sullo stile del motto agostiniano ama e fa' ciò che vuoi. Il senso fu distorto spesso dai nemici della riforma protestante in "pecca più che puoi", portando ad esempio episodi della vita di Lutero stesso, ma si tratta in realtà di un'iperbole estrapolata: "pecca pur fortemente (perché essendo uomo non puoi non peccare) ma ogni volta credi sempre di più" è il senso che si inquadra bene nella teoria luterana di servo arbitrio, giustificazione per sola fede e depravazione totale. La frase si trova in una lettera del 1521.
Nei libertini di questo periodo sono evidenti i riflessi culturali del Rinascimento esaltante la naturalità dell'uomo con in più un'interpretazione teologica della redenzione di Cristo che ha portato secondo loro ad un rinnovamento non solo dello Spirito ma anche del corpo dell'uomo. Con la redenzione del corpo di Cristo è stata restituita all'uomo anche la purezza della carne come ai tempi biblici dell'Eden di Adamo. Per questo ogni desiderio naturale non va represso moralisticamente ma soddisfatto per volontà di Cristo redentore.
Sempre in età rinascimentale il termine libertino era usato per denigrare sette religiose come quella dell'olandese David Joris accusato di praticare una presunta "anarchia morale" rifacendosi ad un'interpretazione di San Paolo della "nuova alleanza" che si contrapponeva alla legge mosaica sostituendovi l'amore e la grazia.

### XVII secolo
Nel Seicento i nemici di questa corrente di pensiero non usano più il termine libertino per indicare genericamente i sostenitori di costumi riprovevoli giustificati da motivazioni religiose, ma genericamente coloro che si sono allontanati dalla "vera fede" e che sono caduti nella "dissolutezza" morale.
Non sempre il termine veniva interpretato negativamente ma poteva anche significare "esprit fort", uno spirito forte: una mente che tendeva all'estremizzazione ma convinta delle sue posizioni.

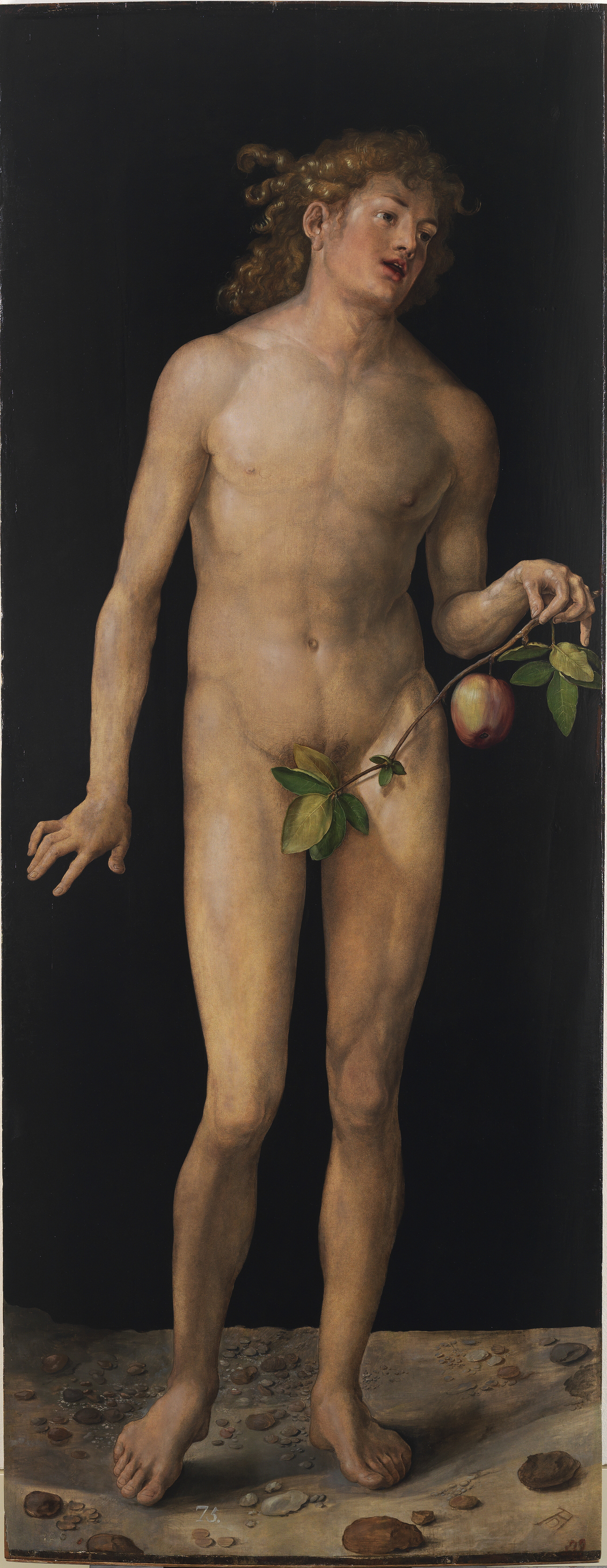
Adamo, la purezza del corpo.Dettaglio da "Adamo ed Eva" (1507) di Albrecht Dürer

Il termine libertino stava quindi ad indicare tre significati sia nel linguaggio comune che tra i filosofi:
- il libertino era un depravato;
- un ateo dedito solo ai piaceri del corpo;
- un filosofo scettico.

Una di queste definizioni non escludeva l'altra, anzi autori cristiani sostenevano come un comportamento licenzioso spesso portasse all'abbandono della fede e viceversa come un atteggiamento di critica o incredulità nei confronti della Chiesa fosse causa di depravazione morale.
Questa caratterizzazione è stata creata per nascondere l'esistenza del ben più consistente fenomeno filosofico del "libertinage erudit" (libertinaggio erudito) proprio di personaggi intellettualmente di rilievo, che avrebbe avuto grande importanza per lo sviluppo del Pensiero occidentale.
Cattolici e protestanti sostenevano che la decadenza della morale e in particolare la sessualità senza regole era l'effetto della mancanza di fede.
La licenziosità morale veniva in genere riportata al naturalismo metafisico rinascimentale come già si è detto, ma in particolare i cattolici accusavano la teoria della predestinazione calvinista come causa del comportamento libertino. Infatti, essi dicevano, se la salvezza o la dannazione dell'uomo dipendono dalla predestinazione divina che già ha deciso del destino ultraterreno allora nulla servirà e varrà il comportamento dell'uomo per modificare quanto già fissato; tanto vale peccare fortemente ("pecca fortiter") come diceva Lutero, perché solo chi cade nel fondo dell'abisso del peccato può far rinascere la sua fede per risalire alla salvezza.
Ma invero anche la teoria della "facile devozione" dei gesuiti, antitetica a quella calvinista, poteva portare alla stessa conclusione. Ne troviamo un chiaro esempio nel quietismo italiano a proposito del processo di Miguel de Molinos condannato dal Sant'Uffizio nel 1682: sosteneva l'eretico de Molino che se è vero che il nostro corpo da Adamo in poi è definitivamente preda del demonio, se misticamente e asceticamente liberiamo la nostra anima dalla carne allora nulla importerà se questa finirà di corrompersi con i piaceri terreni. L'anima rifugiatasi nella contemplazione sarà ormai salva.
Si è sempre voluto sostenere un nesso tra libertinismo filosofico e quello morale per cui si attribuiva al primo la causa del secondo e talora gli avversari della dottrina in questione usavano questa pretesa conseguenza morale per discreditarla. In realtà questo nesso causale non era nelle intenzioni di chi in origine aveva formulato quella dottrina ma piuttosto la si prendeva a pretesto per giustificare certi disinvolti comportamenti indirizzati al godimento edonistico dei piaceri carnali come quelli sessuali.

#### Il libertinismo religioso nella Francia del '600
Ce monde icy n'est qu'une misère

Et l'autre n'est qu'une chimere

Bienhereux qui f...e qui boit

J'y vivray tousjour de la sorte,

Priant le bon Dieu qu'ainsi soit

Jusqu'a ce qu'un Diable m'emporte.
In effetti questa concezione collegata alla religione era largamente diffusa nel libertinismo del Seicento che associava all'indifferenza religiosa il nichilismo morale: era questo un libertinismo popolare diffuso in Francia sia tra i nobili che tra i borghesi che lo praticavano non motivati da anticlericalismo ma piuttosto per generica indifferenza ai precetti della Chiesa.
I progressi della scienza ma soprattutto il disgusto per gli orrori di cui si erano macchiati sia i cattolici che i protestanti nelle fanatiche guerre di religione, allontanavano sempre di più dalla fede gli spiriti moderati e pacifici.
Naturalmente i libertini si opponevano ai tentativi d'ingerenza della Chiesa romana nel regno di Francia e questo può spiegare il fatto che essi vennero in genere tollerati e non subirono persecuzioni in uno Stato, sostanzialmente laico, che applicava molto blandamente le leggi che punivano le offese alla religione come la bestemmia e l'ateismo.
Si diffondono in questo periodo in Francia testi d'intellettuali e letterati libertini che affermano di non credere tanto alla filosofia o alla scienza quanto al buon senso, che ci fa apprezzare le gioie della vita: essi si proclamano credenti ma lasciano ai teologi le questioni di fede che per loro rimangono misteri e che non ritengono debbano essere chiariti alla luce di una ragione debole e insufficiente. Del resto questi stessi motivi si erano presentati sia nei mistici medioevali che nella Riforma che condannava duramente i tentativi della miserabile logica umana di penetrare le verità di fede.
Al contrario vi sono quelli che con stringenti argomentazioni razionali tratte dallo scetticismo concludono che l'unica verità è nella Rivelazione ma essi non hanno nessun interesse per le verità religiose per cui le affermazioni di fede dei libertini sembrano essere più che altro strumenti per evitare persecuzioni e tribolazioni.
Il mondo dei libertini è molto variegato: tra di loro vi sono atei convinti come Cyrano de Bergerac che s'ispira alla filosofia di Tommaso Campanella da lui frequentato a Parigi, o quelli come Pierre Gassendi che credevano in Dio e nella vita eterna ma non si interessavano delle dispute teologiche.
Libertini furono nel 600 filosofi (tra questi l'italiano Giulio Cesare Vanini finito sul rogo a Tolosa), letterati, magistrati, uomini politici che agendo in segreto o in ristretti circoli aristocratici, con pubblicazioni anonime e clandestine cercarono d'influenzare il potere politico rimanendo nascosti alla pubblica opinione.

## Il libertinismo filosofico
Il libertinismo filosofico erudito, che viene considerato come un periodo di congiunzione tra l'età rinascimentale e l'illuminismo, può essere inteso come il complesso delle dottrine degli "spiriti forti" o "liberi pensatori" del Seicento che, in Italia Francia, Paesi Bassi e Germania, avanzavano un pensiero spregiudicato, spesso condannato dalle Chiese.
Il pensiero libertino tuttavia non è una dottrina organica, ma si distingue per alcuni temi centrali ricorrenti:
- la negazione dei miracoli e dell'immortalità dell'anima;
- la critica delle religioni nate dalla paura dell'uomo e strumento di potere politico;
- il materialismo e l'atomismo come spiegazione del mondo;
- la dottrina etica della doppia verità (cioè libertà spirituale ed insieme obbedienza alla morale sociale).[34]

### Pierre Bayle

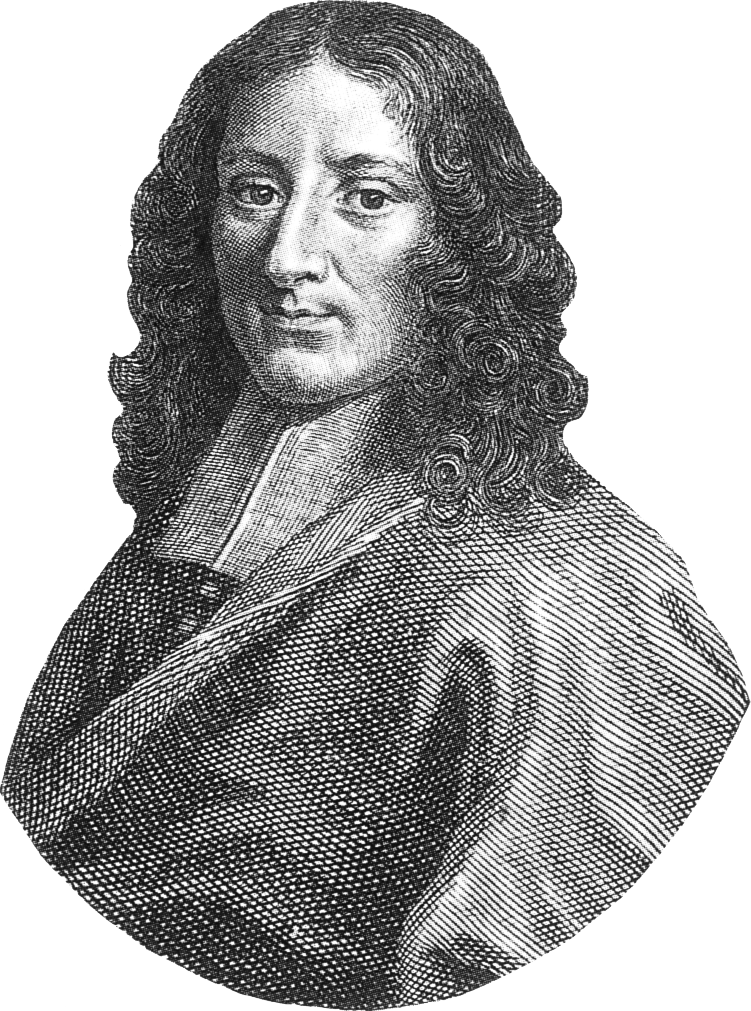
Pierre Bayle

Pierre Bayle (1647-1706) sostiene un deciso scetticismo tanto che, sia coloro che lo contestavano, che i suoi discepoli, considerarono ipocrite le sue professioni di credente. In realtà egli di fronte al dilagante razionalismo illuministico credette bene di rifugiarsi in quella che definiva la "religione del cuore".
La sua era una tipica posizione libertina che scetticamente contestava ogni tipo di giustificazione razionale delle verità cristiane e nello stesso tempo dichiarava in buona fede, sia pure superficialmente, la sua fede cristiana. Questo non bastò a persuadere i suoi contemporanei che lo giudicarono sempre uno scettico anticristiano, sebbene egli sostenesse che anche un ateo può avere una profonda vita morale e citava in primo luogo Spinoza.
Così, nonostante la sua sincera buona fede, non gli si credette, e dopo di lui, specie nel Settecento, il termine "libertino" venne definitivamente assimilato a quello di "depravato".

### Pierre Gassendi

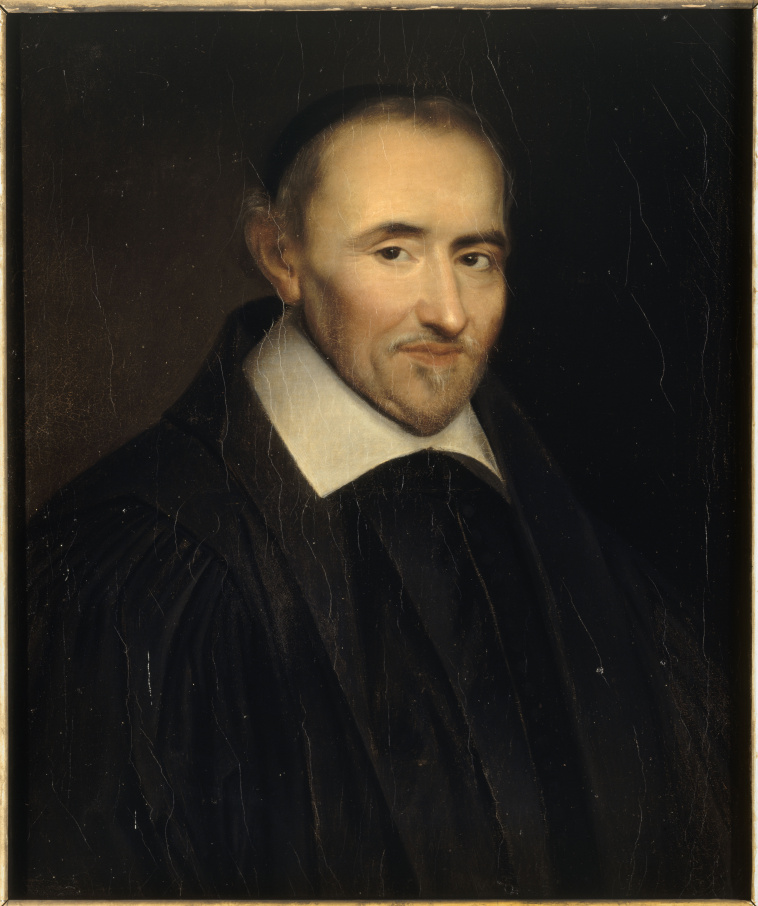
Pierre Gassendi

L'abate Pierre Gassend detto Gassendi (1592–1655) fu sempre considerato durante tutta la sua vita un buon sacerdote, rispettoso della ortodossia cattolica e scrupoloso nei suoi doveri spirituali, tanto che venne apprezzato persino dalla Compagnia di Gesù; era nello stesso tempo buon amico dei filosofi libertini del suo tempo.
Nelle Exercitationes paradoxicae adversus Aristoteleos (1624) egli inizia a configurare il suo pensiero filosofico con una critica distruttiva alla filosofia aristotelica ma in effetti, dichiarava lui stesso, la sua era una contestazione diretta alla metafisica in quanto tale che pretende di attingere verità assolute quando la conoscenza dell'uomo è inevitabilmente relativa. Lo stesso scetticismo egli esprimeva anche per le verità scientifiche e, sebbene egli sia stato il più grande divulgatore delle scoperte astronomiche di Galilei, egli in effetti non aveva colto il sottofondo matematico delle scoperte galileiane e pensava invece che la fisica non fosse altro che una semplice constatazione di fatti naturali.
La fama di Gassendi nel Seicento si dovette soprattutto alla sua opera di autenticazione e di difesa del pensiero di Epicuro, falsificato da incrostazioni cristiane. Da questa base materialista egli quindi elaborò la sua dottrina fondata sulla pura e semplice conoscenza sensoriale, che non potrà mai andare oltre i fenomeni per attingere la metafisica cosa in sé. Nessuna verità religiosa potrà essere sostenuta con argomentazioni razionali. I convincimenti metafisici e morali degli uomini variano a seconda delle situazioni storiche, delle società, delle zone geografiche.
Era la stessa constatazione finale di Cartesio che insoddisfatto della cultura astratta ricevuta al rinomato collegio gesuita de La Fleche, era andato alla ricerca nel "gran libro del mondo" di principi universali tali da risolvere i problemi pratici dell'esistenza. Ma mentre Cartesio crede di trovare queste norme universali di comportamento nella scoperta nella sua stessa ragione delle regole del metodo che portano a verità assolute, Gassendi nega che possano esistere verità razionali definitive: solo la Rivelazione, per chi crede, può soddisfare l'ansia di certezze dell'uomo.

## Il libertinismo radicale
Le tesi più estreme dei libertini le troviamo nella teoria medievale dei "tre impostori": l'imperatore Federico II al concilio di Lione era stato accusato di aver scritto con la collaborazione del suo ministro Pier delle Vigne che: «Il mondo intero è stato ingannato da tre impostori, Gesù Cristo, Mosè e Maometto, due dei quali sono morti nell'onore, mentre Gesù è morto in croce»
Questa visione delle tre religioni verrà riproposta espressamente in opere come Theophrastus Redivivus (1659) e il De tribus impostoribus (Trattato dei tre impostori) che fu pubblicato all'Aia dall'editore Levier nel 1719..
Nell'opera si afferma che Dio non esiste, gli uomini hanno creduto in Lui per il loro timore superstizioso e perché così fanno credere loro i potenti che si servono della religione come instrumentum regni; l'uomo si differenzia dagli animali solo per l'uso della parola e la stessa anima si riduce a parola. Ogni comportamento dell'uomo mira al piacere e perciò l'unica regola dei rapporti sociali è quella che impone di non fare agli altri quello che non vorresti fosse fatto a te.
Il De tribus impostoribus finalmente pubblicava quello che nessuno aveva avuto modo di leggere perché probabilmente mai scritto:
Oltre che da Pierre Bayle, dall'empirismo, dall'illuminismo e dalla riscoperta delle antiche filosofie dell'atomismo e dell'edonismo greco già presente nel Rinascimento, è stato sottolineato che il punto di vista libertino più radicale, fautore di una versione "immorale" della doppia verità, nonché il libertinismo sessuale britannico che fiorirà poi nel Settecento con il romanzo libertino di personaggi come de Sade o filosofi come Diderot, è stato fortemente influenzato dalla filosofia semi-materialista di Thomas Hobbes, che fiorì durante la Restaurazione inglese, in una versione estremizzata. John Dryden ad esempio ha attinto molte idee hobbesiane nelle proprie tragedie, con personaggi che si ribellano contro la grettezza e l'ipocrisia in agguato dietro la facciata di onestà puritana e gli standard della morale borghese. Allo stesso modo discepolo ideale, ma nichilista, e più pessimista del "maestro", fu John Wilmot, conte di Rochester.

## L'eredità del libertinismo

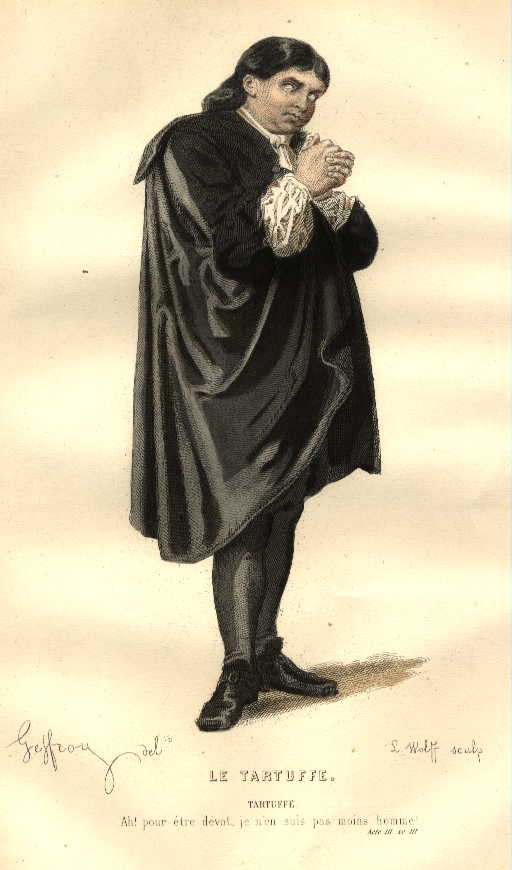
Il Tartufo (Tartuffe)

La filosofia libertina con il suo carattere volutamente antisistematico rimane difficile da definire nei suoi contorni precisi. Essa è piuttosto una dottrina che mira negativamente a distruggere le false convinzioni umane sulla metafisica, sulla pretesa assolutezza delle scienze mettendo in evidenza la precarietà delle opinioni umane relative e transitorie.
I libertini si rifacevano ai grandi pensatori del passato e del Rinascimento, pur ritenendosi svincolati dall'eredità della tradizione filosofica; il loro stesso antiaristotelismo era diretto non tanto alla filosofia aristotelica quanto a metterne in discussione la concezione della scienza che ancora dominava nel '600.
Al libertinismo va riportata la definitiva crisi della filosofia scolastica e il diffondersi dell'indifferenza religiosa nei confronti della autorità della gerarchia ecclesiastica bersagliata spesso dalla satira di letterati e commediografi come quella dell'intimo amico di Gassendi il libertino Molière l'autore de Il Tartufo, un'opera che riunisce in sé una satira corrosiva contro i gesuiti, i giansenisti e i preti che si atteggiano a mistici

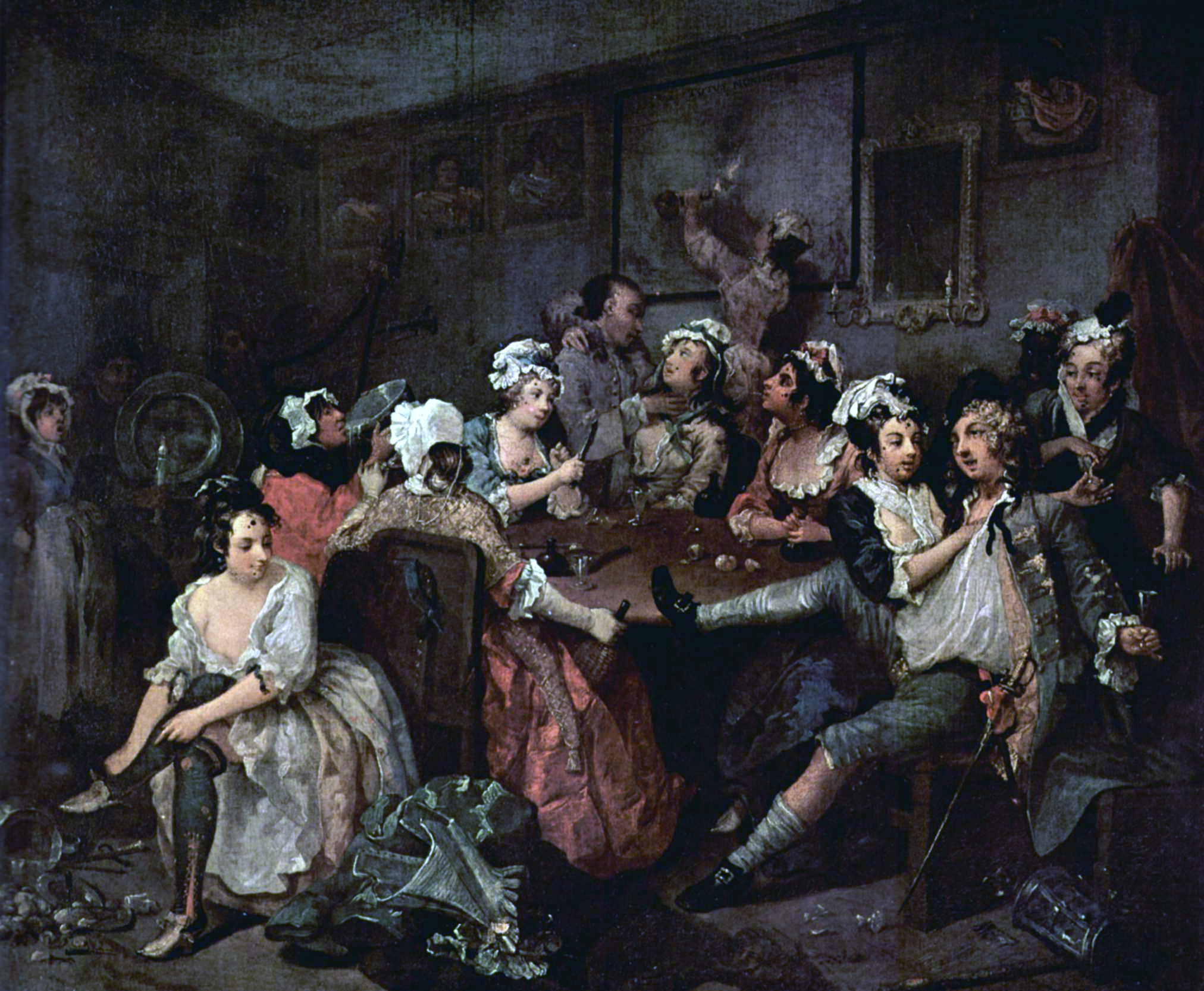
La taverna, opera dalla serie pittorica La carriera del libertino, di William Hogarth (1732-1735)

Dalla loro critica agli aspetti più contrari al senso comune della filosofia cartesiana, ne consegue una sintesi fra il pensiero di Cartesio e quello di Gassendi, che dava così una certa dignità filosofica al libertinismo erudito.
Il libertinismo fu sempre un atteggiamento di pensiero e mai una dottrina filosofica strutturata, al punto che si ebbero anche libertini deisti o cristiani: addirittura, durante le guerre di religione le varie confessioni fecero uso di argomenti tipicamente libertini, accusandosi a vicenda di essere frutto dell'opera di impostori. Ciononostante fu abbastanza forte da salvare lo spirito scettico e laico del '500 fino agli esiti del libero pensiero illuminista, proteggendolo dall'ondata repressiva della Controriforma e tramandandolo alla futura libertà di pensiero.
L'eredità del libertinismo oggi più che coglierla in polemici liberi pensatori la si può ritrovare ogniqualvolta la Chiesa interviene negli aspetti secolari dell'uomo e nelle istituzioni sociali facendo così riaffiorare ondate di anticlericalismo.
Per quanto riguarda l'aspetto più noto del libertinismo, quello della morale sessuale oggi, almeno in Occidente, nessuno che voglia usufruire della propria libertà sessuale ritiene di dover giustificare filosoficamente le sue tendenze.
L'importanza dell'eredità libertina è da vedere piuttosto nella separazione della fede dal dibattito scientifico e dalle argomentazioni razionali. In questo senso i libertini rinnovarono di fronte all'attacco della Controriforma le esigenze di separazione tra fede e ragione che si possono far risalire all'alto medio evo quando con Occam si affermò la soluzione del problema dell'intellectus fidei (comprensione razionale della fede) con la separazione di filosofia e teologia, di scienza e fede.

### Libertinismo spirituale
- Giovanni Calvino, Contro nicodemiti, anabattisti e libertini (1545).
- Fritz Mauthner, L'ateismo e la sua storia in Occidente, Volume 1, ed. Nessun Dogma, 2012 p. 636.
- Luca Addante, Eretici e libertini nel Cinquecento italiano, Laterza, Bari 2010.
- Luca Addante, Radicalismes politiques et religieux. Les libertins italiens au XVIe siècle, in: Thomas Berns & Anne Staquet & Monique Weis (curr.), Libertin! Usages d'une invective au XVIe et XVIIe siècles, Garnier, Paris 2013, pp. 29–50.

### Libertinismo filosofico
In ordine cronologico
- René Pintard, Le libertinage érudit dans la première moitié du XVII siècle, Paris 1943. Reprint: Slatkine, Genève et Paris 1983.
- Giorgio Spini, Ricerca dei libertini, La nuova Italia, Firenze 1950 e 1983 (seconda edizione accresciuta e rivista).
- Carlo Ginzburg, Il nicodemismo. Simulazione e dissimulazione religiosa nell'Europa del Cinquecento, Einaudi, Torino 1970.
- Michele Rak, La parte istorica: storia della filosofia e libertinismo erudito: documenti per una ricerca sulla struttura del genere storia della filosofia nella cultura europea dell'eta libertina, con alcune lezioni storico-politiche di Giuseppe Valletta, Guida, Napoli 1971.
- Ugo Bonanate, Charles Blount: libertinismo e deismo nel Seicento inglese, La Nuova Italia, Firenze 1972.
- Gerhard Schneider, Il libertino. Per una storia sociale della cultura borghese nel XVI e XVII secolo, Il Mulino, Bologna 1974.
- Alessandro Dini, La teoria predamitica e il libertinismo di La Peyrère (1594-1676), "Annali dell'Istituto di Filosofia", I 1979, pp. 165–235.
- Sergio Bertelli (a cura di), Il libertinismo in Europa, Ricciardi, Milano-Napoli 1980.
- Tullio Gregory ed altri (a cura di), Ricerche su letteratura libertina e letteratura clandestina nel Seicento Archiviato il 4 marzo 2016 in Internet Archive., La nuova Italia, Firenze 1981.
- Davide Bigalli, Un convegno sul libertinismo nel Seicento, "Rivista critica di storia della filosofia", I 1982, pp. 94–106.
- Lorenzo Bianchi, Il libertinismo in Italia nel XVII secolo: aspetti e problemi, "Studi storici", III 1984, pp. 659–677.
- Gabriele Muresu, Chierico e libertino, in: Alberto Asor Rosa (a cura di), Letteratura italiana, V. Le questioni, Einaudi, Torino 1986, pp. 903–942.
- Eugenio Di Rienzo, La religione di Cardano: libertinismo e eresia nell'Italia della Controriforma, in: Girolamo Cardano: Philosoph, Naturforscher, Arzt, Harrassowitz, Wiesbaden 1994, pp. 49–76.
- Marisa Ferrarini, Libertinismo, Bibliografica, Milano 1995.
- Lorenzo Bianchi, Rinascimento e libertinismo: studi su Gabriel Naudé, Bibliopolis, Napoli 1996.
- Jole Morgante, Il libertinismo dissimulato: l'Histoire comique de Francion di Charles Sorel, Schena, Fasano 1996.
- Francesco Paolo Raimondi (a cura di), Giulio Cesare Vanini e il libertinismo: atti del Convegno di studi, Taurisano 28-30 ottobre 1999, Congedo, Galatina 2000.
- Federico Barbierato, La bottega del cappellaio: libri proibiti, libertinismo e suggestioni massoniche nel '700 veneto, "Studi veneziani", n.s. XLIV 2002.
- Dario Pfanner, Tra scetticismo e libertinismo: Charles Blount (1654-1693) e la cultura del libero pensiero nell'Inghilterra degli ultimi Stuart, Vivarium, Napoli 2004.
- Sergio Bertelli, Il libertinismo italiano di Giorgio Spini, "Rivista storica italiana", CXIX 2007, pp. 188-202.
- Jérémie Barthas, Machiavelli e i libertini fiorentini. Una pagina dimenticata nella storia del libertinismo, "Rivista storica italiana", CXX 2008, fasc. 2, pp. 569-603.
- Jean Pierre Cavaillé, Libertino, libertinage, libertinismo: una categoria storiografica alle prese con le sue fonti, "Rivista storica italiana", CXX 2008, fasc. 2, pp. 604-655.
- Edward Muir, Guerre culturali: libertinismo e religione alla fine del Rinascimento, GLF editori Laterza, Bari 2008.
- Gianni Paganini, Introduzione alle filosofie clandestine, Bari, Laterza, 2008.
- Michel Onfray, L'età dei libertini. Controstoria della filosofia, Fazi editore, 2009.
- Elisabetta Mastrogiacomo, Libertinismo e Lumi. André-François Boureau-Deslandes (1689-1757), Liguori, Napoli 2009.
- Luca Addante, Parlare liberamente: i libertini del Cinquecento fra tradizione storiografiche e prospettive di ricerca, "Rivista storica italiana", CXXIII 2011, pp. 927-1001.
- Jean Pierre Cavaillé, Postures libertines. La culture des esprits forts, Anacharsis, Toulouse 2011 (che dedica una cospicua attenzione al libertinismo italiano).
- Andrea Spiriti (a cura di), Libertinismo erudito: cultura lombarda tra Cinque e Seicento, F. Angeli, Milano 2011.
- Alberto Beniscelli (a cura di), Libertini italiani. Letteratura e idee tra il XVII e il XVIII secolo, Bur Rizzoli, Milano 2012.
- Alessandro Metlica, Libertini e libertinismo tra Francia e Italia, "Intersezioni", 2013, n. 1, pp. 25-44.

### Libertinaggio sessuale
- Didier Foucault, Storia del libertinaggio e dei libertini, Salerno editore, Roma 2009.
- Stéphanie Genand, Le Libertinage et l'histoire: politique de la séduction à la fin de l'Ancien Régime, Voltaire Foundation, Oxford 2005.
- Jean Goldzink, A la recherche du libertinage, L'Harmattan, Paris 2005.
- Patrick Wald Lasowski, Le Grand Dérèglement. Le roman libertin, Gallimard, Paris 2008.
- Jole Morgante, Libertinismo e libertinaggio nel romanzo del XVIII secolo, CUEM, Milano 1997.
- Julien Offray de La Mettrie, Denis Diderot, L'arte di godere. Testi dei filosofi libertini del XVIII secolo. Scelta, traduzione e commento a cura di Paolo Quintili, Manifestolibri, Roma 2006.
- Claude Reichler, L'Âge libertin, Editions de Minuit, Paris 1987.